# Weingut Paulinshof

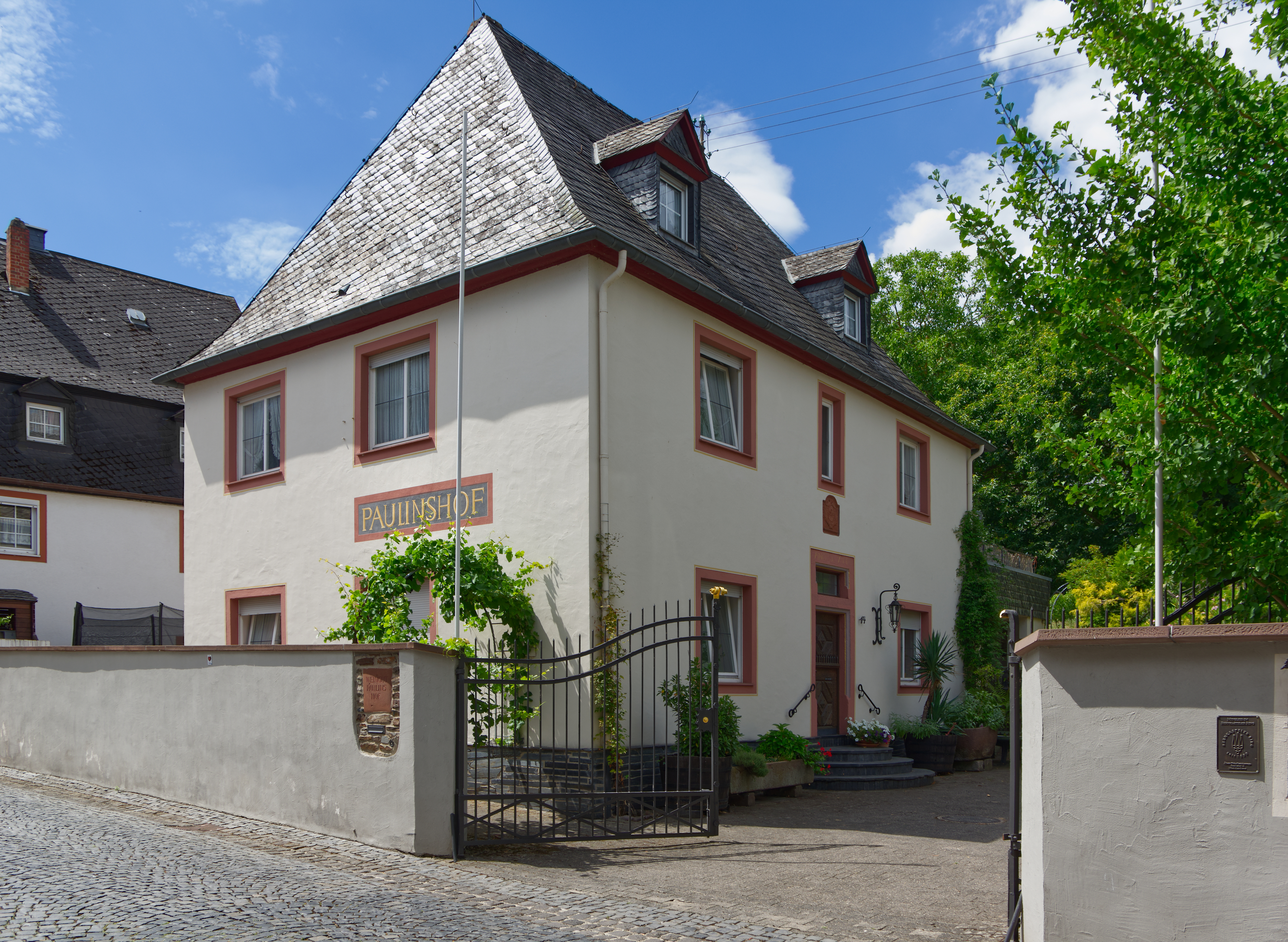
Weingut Paulinshof

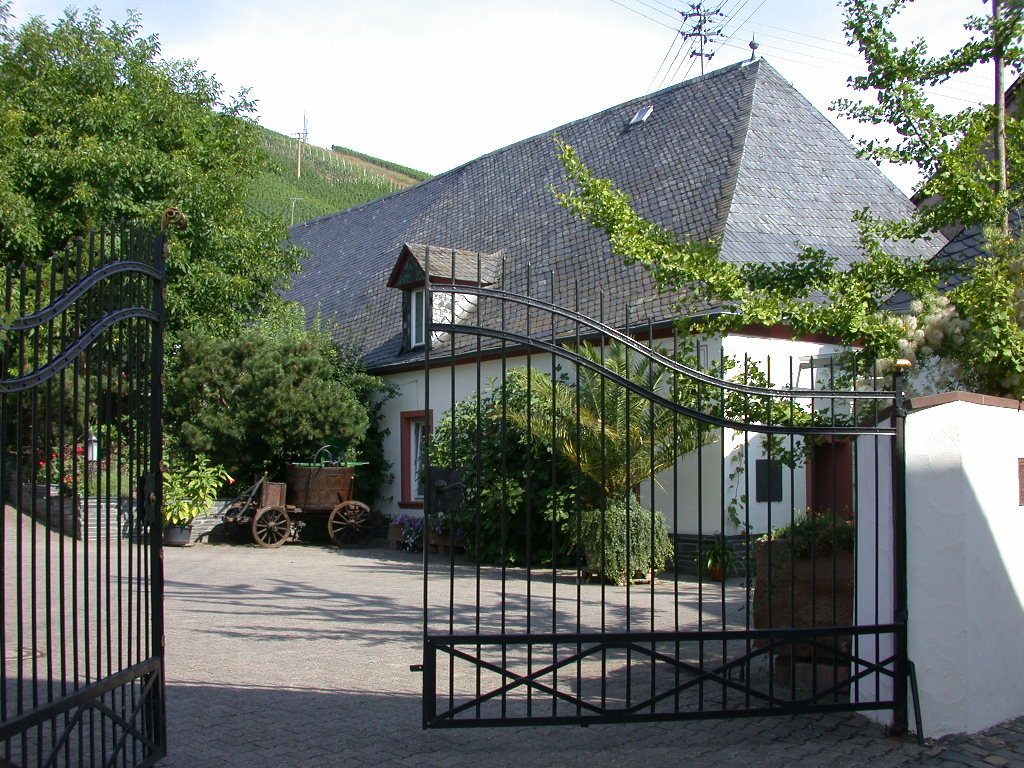
Weingut Paulinshof

Das Weingut Paulinshof ist in Kesten an der Mittelmosel ansässig. Es ist Mitglied im Bernkasteler Ring. 

## Geschichte
Die Ursprünge des Paulinshofes reichen bis ins Mittelalter. Der ehemalige Stiftshof der Kirche St. Paulin in Trier wurde 936 n. Chr. das erste Mal urkundlich in Zusammenhang mit Wein erwähnt und ging 1803 durch die Säkularisation unter Napoléon Bonaparte in Privathände über. Seit Mitte der 1960er befindet sich der Paulinshof im Besitz der Familie Jüngling. Die barocken Gebäude des Hofes gehen auf das Jahr 1716 zurück.

## Lagen und Rebsorten
Zum Weingut gehören ca. 9,5 ha Rebflächen, teils sehr steile Weinberge, auf denen Riesling angebaut wird. Die Weinbergsböden bestehen aus Verwitterungsschiefer. 
Zu den Weinbergsflächen des Gutes gehören folgende Lagen: 
- Brauneberger Kammer – Lage im Alleinbesitz
- Brauneberger Juffer-Sonnenuhr
- Brauneberger Juffer
- Kestener Paulinshofberger
- Kestener Paulinsberg
- Kestener Herrenberg

## Auszeichnungen
In den letzten Jahren erhielt das Gut folgende Ehrungen und Auszeichnungen (kein Anspruch auf Vollständigkeit):
- „100 beste Weingüter Deutschlands“, Vinum und Handelsblatt
- „Beste Weingüter der Welt, Beste Weingüter in Deutschland“, WeinGourmet: "... Die aktuelle Kollektion ist seit Jahren eine der besten und verdient besonderes Lob. Aus den Devon-Verwitterungsschieferböden in den besten Steillagen von Kesten und Brauneberg kommen die empfehlenswerten 2007er-Rieslinge, die vom trockenen Kabinett bis zur restsüssen Spätlese eine glanzvolle komplexe Struktur zeigen, dabei ihre schlanke Eleganz behalten, die von einer erfrischenden Säure begleitet wird."
- „Grosses Gold“: 2005 Brauneberger Juffer-Sonnenuhr Riesling Trockenbeerenauslese, Mundus Vini 2007
- „Bester trockener Riesling der Mosel“: 2006 Brauneberger Kammer Riesling Auslese trocken, Riesling Grand Prix 2007
- „Bester trockener Riesling des Jahres“: 2003 Kestener Paulinshofberger Riesling Auslese trocken, Capital Mai 2004
- „Wein des Jahres“: 1999 Brauneberger Kammer Riesling Auslese halbtrocken, Gault Millau WeinGuide 2000
- Auszeichnungen bei Mundus Vini, Deutscher Riesling-Preis, Decanter, Riesling Grand Prix, Jahresauswahlproben Mosel-Saar-Ruwer, Gault Millau, wein-plus